# 陈慧英
陈慧英（1928年4月—），女，汉族，浙江绍兴（一作上海）人，中国高分子化学家，曾任北京大学化学系教授、博士生导师。